# Grand Rapids (Ohio)
Grand Rapids è un villaggio degli Stati Uniti d'America, situato nello stato dell'Ohio, nella contea di Wood.